# Gerald Hüther

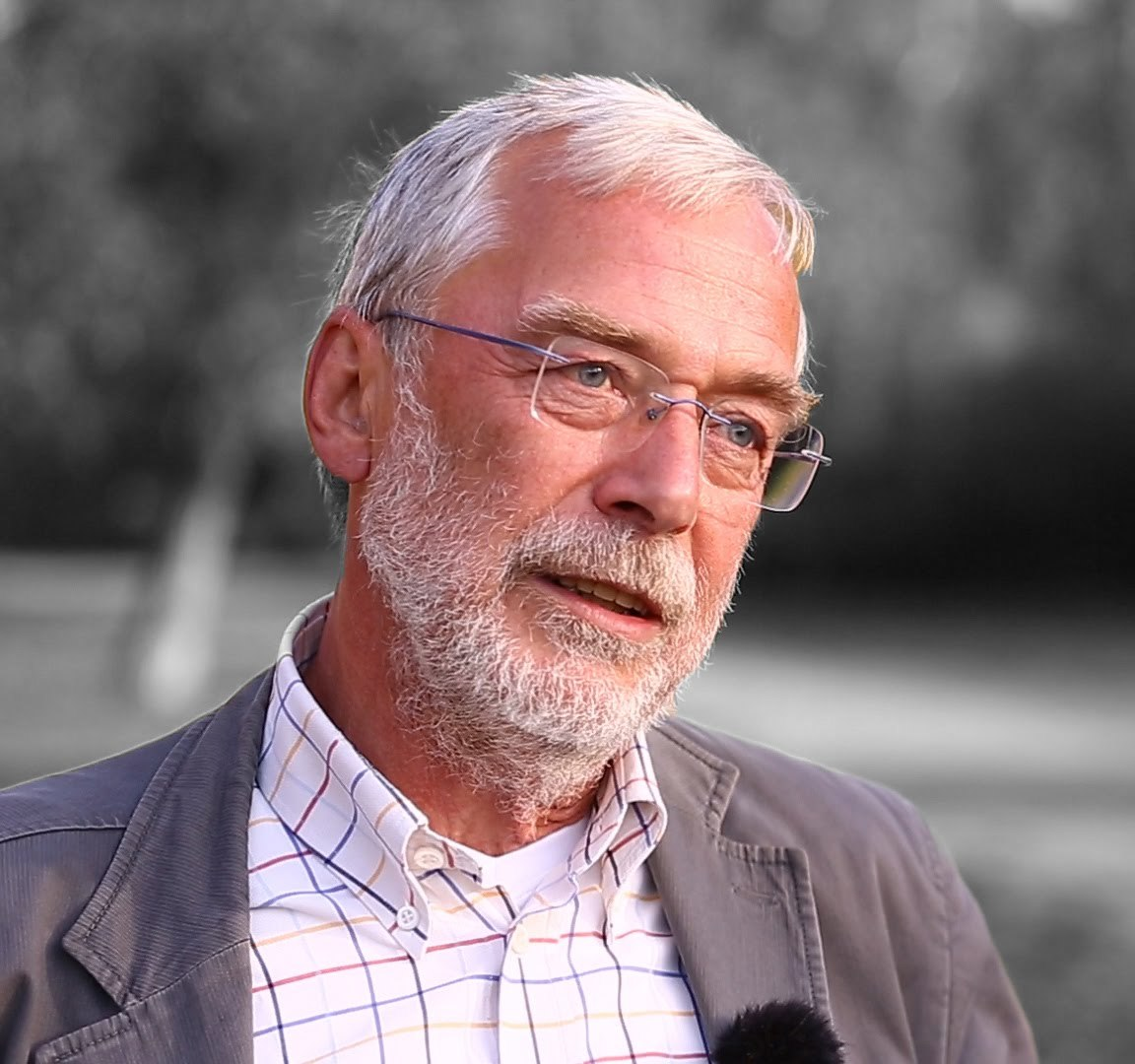
Gerald Hüther (2016)

Gerald Hüther (* 15. Februar 1951 in Emleben) ist ein deutscher Neurobiologe. Er publizierte insbesondere zur experimentellen Hirnforschung und ist Autor populärwissenschaftlicher Schriften.

## Leben
Hüther studierte Biologie an der Universität Leipzig und wurde dort auch 1976 während einer wissenschaftlichen Assistententätigkeit an der Universität Jena promoviert. Ende der 1970er Jahre floh er aus der DDR: Mithilfe selbst gefälschter Visastempel im Reisepass reiste er mit der Bahn über die Tschechoslowakei und Ungarn nach Jugoslawien zur Deutschen Botschaft Belgrad. Von dort aus reiste er in die Bundesrepublik Deutschland und ließ dabei seinen Sohn und seine Frau in der DDR zurück. Erst nach drei Jahren kam es zur Familienzusammenführung, aber kurz darauf zur Scheidung. Von 1979 bis 1989 forschte er in Göttingen am Max-Planck-Institut für experimentelle Medizin auf dem Gebiet der Hirnentwicklungsstörungen. 1988 habilitierte er sich im Fachbereich Medizin an der Georg-August-Universität Göttingen und erhielt die Lehrerlaubnis für Neurobiologie. Seine kumulative Habilitationsschrift aus dem Jahr 1987 hat den Titel Hirnentwicklung bei Hyperphenylalaninaemie (Phenylketonurie).
Von 1990 bis 1995 war er Stipendiat im Heisenberg-Programm der DFG und arbeitete in diesem Rahmen in der Abteilung für neurobiologische Grundlagenforschung an der Psychiatrischen Klinik der Universitätsmedizin Göttingen. Anschließend war Hüther als wissenschaftlicher Mitarbeiter an dieser Klinik tätig. Er befasste sich vor allem mit der Wirkung von Serotonin auf das Gehirn von Ratten. 2016 beendete er seine universitäre Tätigkeit.
Hüther ist in zweiter Ehe verheiratet und Vater eines Sohnes und zweier Töchter.

## Tätigkeitsfelder

### Wissenschaftliche Tätigkeit
Hüther arbeitete und publizierte bis 2005 auf dem Gebiet der experimentellen Hirnforschung.
Schwerpunkte seiner wissenschaftlichen Tätigkeit waren:
- Hirnentwicklungsstörungen
- Beeinflussung von Hirnfunktionen durch nutritive Faktoren
- Rolle von Serotonin als morphogenetischer Faktor und als Immunmodulator
- physiologische Regulation und Bedeutung von Melatonin
- langfristige Modulation monoaminerger Systeme
- Wirkmechanismen von Psychopharmaka
- Auswirkungen psychischer Belastungen
- Entwicklungspsychopharmakologie

### Medienaktivitäten
Hüther ist in der Öffentlichkeit durch Vorträge und Interviews zur Hirnforschung und deren Anwendung auf das alltägliche Leben bekannt. Er ist Autor und Mitglied im Beirat des Online-Magazins Manova (ehemals Rubikon).

### Networking
Hüther leitet in Zusammenarbeit mit dem Pädagogen Karl Gebauer seit 2002 das Informationsnetzwerk WIN-Future. Er initiierte den seit November 2000 jährlich stattfindenden Göttinger Kongress für Erziehung und Bildung und war bis 10. Mai 2013 Vorsitzender des wissenschaftlichen Beirates der Sinn-Stiftung, welche sich unter anderem zum Ziel gesetzt hat, alternative Konzepte zur Behandlung von Aufmerksamkeitsdefizit-/Hyperaktivitätsstörung (ADHS) zu entwickeln. 2010 initiierte er zusammen mit dem Schweizer Sozialpädagogen Tibor Beregszaszy ein Projekt, bei dem Kinder mit ADHS während zweier Monate in Abgeschiedenheit auf einer Alm lebten, um vom Medikament Ritalin loszukommen. Es wurden bislang keinerlei Hinweise oder Studien veröffentlicht, die einen mittel- oder langfristigen Erfolg dieses vollkommen medikationsfreien Ansatzes belegen können.
Im Februar 2013 warnte der Sektenbeauftragte der Erzdiözese München und Freising vor Hüther und der Sinn-Stiftung „Entwicklung. Lernen. Zukunft“ mit dem Hinweis, deren Sichtweisen seien stark vereinfachend und würden Allgemeinplätze verabsolutieren. Weiterhin werden Zweifel an den behaupteten neurowissenschaftlichen Belegen genannt und unter anderem eine kritische Prüfung der philosophischen Voraussetzungen gefordert in Bezug auf neurowissenschaftliche Erklärungsmodelle einer vermeintlichen Gottesexistenz. Als Konsequenz untersagte die Erzdiözese allen ihr unterstehenden Einrichtungen jede Zusammenarbeit mit der Sinn-Stiftung. 2013 trennte sich Hüther von der Sinn-Stiftung. Zu seinem Rücktritt äußerte sich Hüther wie folgt: „Auf einem der Alm-Projekte für ADHS-Kinder ist es 2010 zu sexuellen Übergriffen bei einem Jungen durch einen pädophilen Betreuer gekommen. […] Als Präsident der Sinn-Stiftung musste ich die Verantwortung dafür übernehmen. Das habe ich auch gemacht, so gut es ging. Aber noch einmal möchte ich nicht in solch eine Situation geraten.“
Hüther ist auch Gründungsmitglied folgender Netzwerke:
- Schule im Aufbruch[32]
- Archiv der Zukunft – Netzwerk für Schulentwicklung[33]
- Wissenschaftliches interdisziplinäres Netzwerk für Erziehung und Bildungsfragen
- Netzwerk für humanitäre Fragen in der Wirtschaft Forum Humanum[34]

### Beratertätigkeiten
Hüther arbeitet als wissenschaftlicher Berater für mehrere Unternehmen, darunter Com-Unic, das Institut für Mind-Body-Medizin und das Fürstenberg-Institut.

## Wissenschaftliche Kontroverse
In einer Studie untersuchte Hüther als Mitarbeiter einer psychiatrischen Studiengruppe der Universität Göttingen an Ratten die Auswirkungen von SSRIs und Methylphenidat (Ritalin) auf die Hirnentwicklung. Er äußerte 2002 die Befürchtung, die Verwendung von Methylphenidat bei Kindern mit ADHS könnte als Spätfolge „Bewegungsstörungen ähnlich denen bei Parkinson-Kranken“ auslösen. Diese Hypothese wurde von an der Studie direkt beteiligten Forscherkollegen, so etwa Aribert Rothenberger, zurückgewiesen und 2002 auf einem Kongress der Deutschen Gesellschaft für Kinder- und Jugendpsychiatrie und Psychotherapie skeptisch aufgenommen. 2006 sah die Bundesärztekammer in ihren Leitlinienempfehlungen zu ADHS auf der Grundlage der evidenzbasierten Medizin keinen Anhalt für Hüthers Befürchtung.
Eine neuere Arbeit von Veit Rößner unter Beteiligung internationaler ADHS-Experten, so etwa Terje Sagvolden, Stephen Faraone und Aribert Rothenberger, konnte mit identischer Methodik an Ratten, die als Modelltiere für ADHS gelten, sogar eher positive Langzeitveränderung durch die Verwendung von Methylphenidat nachweisen.

## Positionen in der COVID-19-Pandemie
Hüther äußerte sich während der COVID-19-Pandemie mehrfach kritisch über den Umgang mit der Pandemie und die Maßnahmen zur Eindämmung des Virus. Das eigentliche Problem sei nicht die Pandemie, sondern die Angst, so Hüther in einem Interview. Ende September 2021 beteiligte er sich an der Social-Media-Kampagne #allesaufdentisch, bei der Personen des öffentlichen Lebens verschiedene Positionen zur Aufhebung von deutschen COVID-19-Infektionsschutzmaßnahmen vertraten.

## Veröffentlichungen (Auswahl)
- mit Helmut Bonney: Neues vom Zappelphilipp. ADS/ADHS verstehen, vorbeugen und behandeln. 2002; 11. Aufl. Neuausg. Walter, Mannheim 2010, ISBN 978-3-530-50635-8.
- als Hrsg. mit Yvonne Brandl, Marianne Leuzinger-Bohleber: ADHS – Frühprävention statt Medikalisierung. Theorie, Forschung, Kontroversen. Vandenhoeck & Ruprecht, Göttingen 2006. (Schriften des Sigmund-Freud-Instituts: Reihe 2, Psychoanalyse im interdisziplinären Dialog; Band 4) ISBN 3-525-45178-4.
- Bedienungsanleitung für ein menschliches Gehirn. Vandenhoeck & Ruprecht, Göttingen 2006, ISBN 3-525-01464-3.
- Die Evolution der Liebe. Was Darwin bereits ahnte und die Darwinisten nicht wahrhaben wollen. 5. Aufl. Vandenhoeck & Ruprecht, Göttingen 2007, ISBN 978-3-525-01452-3.
- Männer. Das schwache Geschlecht und sein Gehirn. Vandenhoeck & Ruprecht, Göttingen 2009, ISBN 978-3-525-40420-1.
- mit Inge Krens: Das Geheimnis der ersten neun Monate. Unsere frühesten Prägungen. Neuaufl. Beltz, Weinheim 2010, ISBN 978-3-407-22907-6.
- mit Wolfgang Roth, Michael von Brück: Damit das Denken Sinn bekommt. Spiritualität, Vernunft und Selbsterkenntnis. 3. Auflage. Herder, Freiburg 2010.
- Die Macht der inneren Bilder. Wie Visionen das Gehirn, den Menschen und die Welt verändern. 6., unveränd. Aufl. Vandenhoeck & Ruprecht, Göttingen 2010, ISBN 978-3-525-46213-3.
- Biologie der Angst. Wie aus Stress Gefühle werden. 10. Auflage. Vandenhoeck & Ruprecht, Göttingen 2011, ISBN 978-3-525-01439-4.
- Was wir sind und was wir sein könnten: Ein neurobiologischer Mutmacher. S. Fischer, Frankfurt am Main 2011, ISBN 978-3-10-032405-4.
- mit Uli Hauser: Jedes Kind ist hoch begabt: Die angeborenen Talente unserer Kinder und was wir aus ihnen machen. Knaus, München 2012, ISBN 978-3-8135-0448-4.
- mit Herbert Renz-Polster: Wie Kinder heute wachsen: Natur als Entwicklungsraum. Ein neuer Blick auf das kindliche Lernen, Denken und Fühlen. Beltz, Weinheim/Basel 2013, ISBN 978-3-407-85953-2.
- Kommunale Intelligenz. edition Körber-Stiftung, Hamburg 2013, ISBN 978-3-89684-098-1; als ungekürztes Hörbuch Verlag GESAFA, Viersen 2020, ISBN 978-3-943273-08-3.
- Die neurobiologische Verankerung traumatischer Erfahrungen. In: Experimentelle und klinische Hypnose. Band 18, Nr. 1–2, 2002, S. 7–22.
- Neurobiological approaches to a better understanding of human nature and human values. In: The Journal of Transdisciplinary Research in Southern Africa. 2007, S. 331–344.
- So wie bisher kann es nicht weitergehen! In: Matthias Eckoldt: Kann das Gehirn das Gehirn verstehen? 2. Aufl. Carl-Auer-Verlag, Heidelberg 2014, ISBN 978-3-8497-0002-7.
- mit Peter M. Endres: Lernlust. Worauf es im Leben wirklich ankommt. Murmann Verlag, Hamburg 2014, ISBN 978-3-86774-290-0.
- Lifelong plasticity of the human brain and is implications for the Prevention and Treatment of Mental Disorders. In: Dynamische Psychiatrie, Internationale Zeitschrift für Psychotherapie. Band 47, Nr. 2–3, 2014, S. 108–125.
- mit Christoph Quarch: Rettet das Spiel! Weil leben mehr als funktionieren ist. Hanser Verlag, München 2016, ISBN 978-3-446-44701-1.
- Etwas mehr Hirn, bitte: Eine Einladung zur Wiederentdeckung der Freude am eigenen Denken und der Lust am gemeinsamen Gestalten. Vandenhoeck & Ruprecht Verlag, Göttingen 2016, ISBN 978-3-525-40464-5.
- Raus aus der Demenz-Falle! Wie es gelingen kann, die Selbstheilungskräfte des Gehirns rechtzeitig zu aktivieren. Arkana Verlag, München 2017, ISBN 978-3-641-20242-2.
- Würde: Was uns stark macht – als Einzelne und als Gesellschaft. Knaus 2018, ISBN 978-3-8135-0783-6.
- mit Sven Ole Müller, Nicole Bauer: Wie Träume wahr werden. Das Geheimnis der Potential-Entfaltung. Wilhelm Goldmann Verlag, München 2018, ISBN 978-3-446-44701-1| ISBN 978-3-442-31481-2.
- mit Marcell Heinrich, Mitch Senf: #Education For Future: Bildung für ein gelingendes Leben. Wilhelm Goldmann Verlag, München 2020, ISBN 978-3-442-31550-5.
- Mit Freude lernen – ein Leben lang: Weshalb wir ein neues Verständnis vom Lernen brauchen. Sieben Thesen zu einem erweiterten Lernbegriff und eine Auswahl von Beiträgen zur Untermauerung, Vandenhoeck & Ruprecht, Göttingen, 2016, ISBN 978-3-525-70182-9.
- mit Robert Burdy: Wir informieren uns zu Tode: ein Befreiungsversuch für verwickelte Gehirne. Herder, Freiburg, Basel, Wien 2022, ISBN 978-3-451-60900-8.

DVD
- Die vergebliche Suche der Hirnforscher nach dem Ort, an dem die Seele wohnt, Auditorium-Netzwerk, 2008.

Online-Ressource
- Auswahl an Vorträgen von Gerald Hüther, im Rahmen der Lindauer Psychotherapiewochen (PDF).